# 궤도

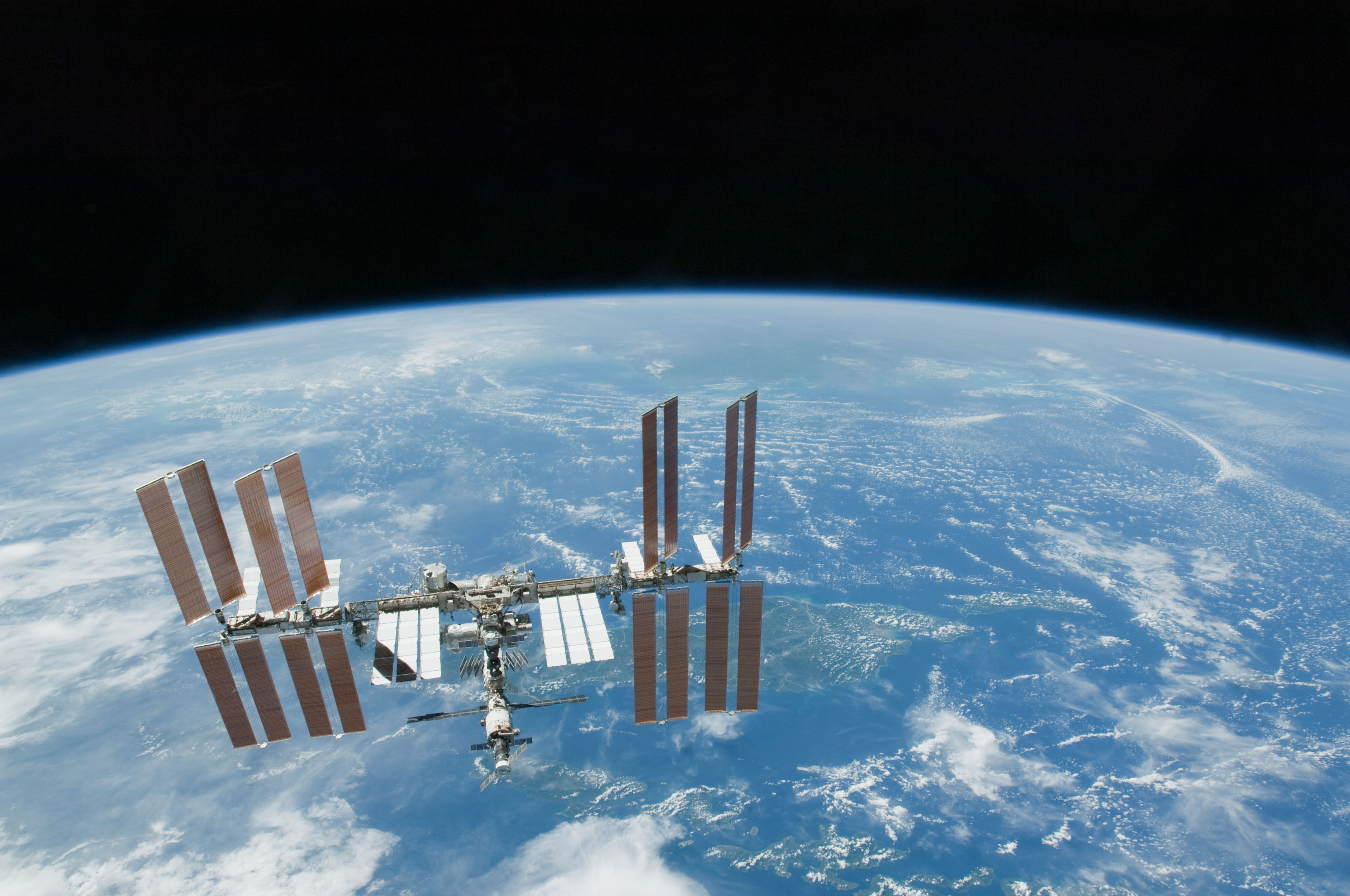

궤도 운동(軌道運動)은 어떠한 물체가 중력 또는 전자기력 등에 의해 움직임을 구속받아 다른 물체 주위를 도는 현상을 의미한다. 이때, 물체가 움직이는 길을 궤도(軌道, 문화어: 자리길)라고 한다. 물리학에서 궤도 운동이란 한 물체가 한 점이나 다른 물체 주위를 자연스럽게 곡선으로 도는 현상을 말한다. 예를 들면 별 주위의 행성의 중력 궤도 운동을 말한다. 역사적으로 행성의 겉보기 운동은 처음으로 여러 원운동을 합친 주전원 형식으로 이해했었다. 이는 아주 잘맞는 행성의 궤도 예언이었다. 케플러 시대에 비로소 행성의 궤도는 실질적으로 타원 운동이라는 것을 밝혀냈다. 아이작 뉴턴은 이것을 역제곱 법칙을 통해 해결하였고, 동시적으로 거기에 해당하는 힘은 중력이라 불리며 널리 퍼졌다. 아인슈타인은 후에 일반 상대성이론을 이용해 중력이 시공간을 휘게 만들고, 궤도는 그 위에 놓여있다고 설명했다. 이는 현재 가장 정확하다고 여겨지는 이론이다.

## 역사
태양계의 기하학적 모델 중에서 천구 모델은 본래 완벽한 구 혹은 테의 모양 속에서 하늘 안에 행성의 겉보기 운동을 설명하기 위해 사용되었다. 행성의 정확한 움직임을 측정한 후에 지구를 둘러싼 가상의 원과 주전원과 같은 이론적인 메커니즘이 후에 추가되었다. 하늘에서 행성의 위치를 정확하게 예측하는 것이 가능했지만 시간이 지남에 따라 점점 더 많은 주전원들이 요구되었고 행성들이 더 발견됨에 따라 그와 같은 모델로 행성의 운동을 예측하는 것은 점점더 어려워졌다.
궤도의 현대적 이해에 대한 기초는 최초로 요하네스 케플러에 의해 수학적으로 기술되었다. 그의 결론은 행성 움직임에 대한 다음 세 가지 법칙 속에 요약되어 있다.
1. 우리들의 태양계 안에서 행성의 궤도는 이전에 믿었던 대로 원이 아니라 타원이고 태양은 궤도의 중심에 놓여있는 것이 아니라 그 보다는 한 초점 안에 있다.
2. 각 행성의 궤도상에서의 속도는 이전에 생각되었던 것처럼 일정한 것이 아니라 행성의 속도는 태양으로부터의 행성의 거리에 의존한다.
3. 태양으로부터 그들 거리의 세제곱은 그들의 궤도 주기의 제곱에 비례한다. 예를 들어 목성과 금성은 각각 태양으로부터 약 5.2, 0.723 천문단위만큼의 거리에 있으며 그들의 궤도 주기는 각각 약 11.86년과 0.615년이다. 그 비례는 목성에 대한 비인 5.23/11.862은 금성에 대한 0.7233/0.6152과 거의 동등하다는 사실에 의해서 그 관계와 일치하다는 것을 나타낸다.

세번째 원리는 태양 궤도를 선회하는 모든 행성들의 궤도 원리간의 보편적인 관계라고 할 수 있다.
행성체는 태양에 대하여 타원궤도를 가지고 있는 반면에, 궤도의 이심률은 대체로 크지 않다. 원은 0인 이심률을 가지고 있고 지구 궤도의 이심률은 0.0167을 가지고 있다는 것은 반장축(=a)에 대한 반단축(=b)의 비가 99.99%인 것을 의미한다. 수성은 0.2056, b/a=97.86%의 가장 큰 이심률을 가지고 있는 행성이다. (에리스는 0.441의 이심률을 가지고 있고 명왕성은 0.249의 이심률을 가지고 있다.)
아이작 뉴턴은 케플러의 법칙은 그의 중력에 대한 이론으로부터 유도하는 것이 가능하며 일반적으로 중력에 영향을 받는 물체의 궤도는 중력이 즉각적으로 영향을 미친다면 원뿔 곡선이라는 것을 입증하였다. 뉴턴은 물체 쌍들에 대하여 궤도의 크기는 그들의 질량에 반비례하고 물체들은 그들 덩어리의 공통된 중심에 대하여 회전한다는 것을 보였다. 한 물체가 다른 물체보다 훨씬 더 거대한 경우에, 덩어리의 중심은 더 거대한 물체의 중심과 일치하다는 것이 더 가까운 근사치이다.
알버트 아이슈타인은 중력은 시공간의 곡률을 일으키고 변화가 즉각적으로 전파된다는 뉴턴의 가설을 제거하는 것이 가능함을 보였다. 상대성 이론에서 궤도는 뉴턴의 예측에 매우 근접한 측지선의 궤도를 따른다는 것을 보였다. 그러나 거기에는 그 이론이 현실을 더 정확하게 말하고 있다고 결론내리기 위해 사용될 수 있다는 것에 차이가 있다. 필수적으로 이론들을 구별할 수 있는 모든 실험적인 증거는 실험적인 측정의 정확도내에서 상대성 이론과 일치하지만 뉴턴의 역학으로부터의 차이는 흔히 매우 작다(거기에 매우 큰 중력장과 매우 높은 속도가 있는 경우는 제외).
그러나 뉴턴의 역학은 계산이 간단하기 때문에 아직도 많이 사용된다.

## 행성궤도
행성계; 행성, 왜행성, 소행성, 혜성 그리고 우주 잔해는 타원궤도 안에서 중심 별들의 궤도를 돈다. 특정 중심별에 대하여 포물선 혹은 쌍곡선 궤도안의 혜성은 그 별에 중력으로 묶여있지 않으므로 별의 행성계 일부분으로 고려되지 않는다. 지금까지 혜성은 독특한 쌍곡선 궤도로 우리 태양계에서 발견되어오지 않았다. 행성계 안에서 중력으로 하나의 행성에 묶여있는 물체는 위성이든 인공위성이든 그 행성에 대한 궤도를 따른다.
상호간의 중력 변화 때문에 우리 태양계안에 있는 행성의 이심궤도는 시간에 따라 변화한다. 태양계에서 가장 작은 행성인 수성은 가장 큰 이심궤도를 가진다. 현재 화성은 수성 다음으로 큰 이심률을 가지는 반면 금성과 해왕성의 궤도는 가장 작은 이심률을 가진다.
두 물체가 서로의 궤도를 돌 때 근점은 두 물체가 서로 서로 가까이 있을 때의 점이고 궤도 최원점은 서로로부터 가장 멀리 떨어져 있을 때의 점이다.(더 특정한 용어는 특정 물체에 사용된다. 예를 들어 근지점과 원지점은 각각 지구 궤도의 가장 낮은 부분과 가장 높은 부분이다.)
타원 궤도 안에서 궤도를 선회하는 궤도 계에 있는 물체 중심은 두 물체의 하나의 초점에 놓일 것이고 다른 초점에는 아무것도 존재하지 않을 것이다. 행성이 근점에 접근할 때 행성은 속도를 높일 것이다. 행성이 원지점에 접근하면 행성은 속도를 낮출 것이다.
- 더 보기 :
  - 행성 움직임에 대한 케플러의 법칙
  - 행성 궤도의 세속적인 변화

## 궤도 이해하기
궤도를 이해하는 것에 대한 약간의 공통적인 방법이 있다.
- 물체가 옆길로 움직일 때, 그것은 중심체 쪽으로 떨어진다. 그러나 그것은 중심체가 그것의 아래에서 꺾어질 때 매우 빠르게 움직인다.
- 중력과 같은 힘은 곧은 선 내에서 날아가는 것을 시도할 때 꺾인 길로 물체를 당긴다.
- 물체가 옆길로 움직일 때(접선으로), 그것은 중심체 쪽으로 떨어진다. 그러나 그것은 궤도를 도는 물체를 놓칠 만큼 충분한 접선의 속도를 가지고 무기한으로 떨어지는 것을 계속할 것이다. 이 이해는 수학적인 분석을 하기에 특히 유용하다. 왜냐하면 물체의 움직임은 중력의 중심에서 진동하는 세 가지의 일차원 좌표의 합으로 묘사될 수 있다.

행성을 둘러싼 궤도에 대한 설명에 따르면 뉴턴의 포탄 모델은 유용하게 증명할 것이다(아래의 그림을 보라). 이것은 높은 산의 꼭대기에서의 대포는 어떤 선택된 총구 속도로 수평적으로 포탄을 쏘는 것을 가능하게 하는 사고실험이다. 포탄에 대한 공기 마찰의 효과는 무시된다(혹은 아마도 산은 대포가 지구의 대기 위에 있게 할 만큼 충분히 높다).
만약 대포가 낮은 처음속도로 그것의 탄알에 불을 붙인다면, 탄알의 탄도는 아래쪽으로 곡선을 돌 것이고 땅을 칠 것이다(A). 불붙은 속도가 증가한다면, 포탄은 대포로부터 더 먼 땅에 떨어질 것이다(B). 왜냐하면 탄알이 땅으로 떨어지는 동안 땅은 탄알로부터 점점 더 곡선으로 꺾이기 때문일 것이다(위에 첫 점을 보라). 모든 이 움직임들은 사실상 기술적 의미-그것들은 중력의 중심을 둘러싼 타원 경로의 부분을 묘사한다-에서 "궤도"이지만 궤도는 지구를 striking하는 것에 의하여 방해가 된다.
만약 포탄을 충분한 속도로 쏘게 되면 땅은 공이 떨어지는 것만큼보다는 적게 탄알로부터 꺾일 것이다 - 그래서 탄알은 결코 땅을 치지 않을 것이다. 이제부터 궤도는 차단되지 않은 혹은 일주를 하는 것이라고 할 수 있을 것이다. (C)에서 보여 지는 것처럼 중력의 중심과 행성의 덩어리 위 어떤 특정한 높이의 결합에 대하여 원형의 궤도를 만드는 어떤 특정한 발사 속도(지구의 질량에 비해 상대적으로 매우 작인 질량인 탄알의 질량에 의하여 사실상 영향 받지 않는다)가 있다.
발사 속도가 이것을 넘어설 만큼 증가될 때 주전원 궤도의 범위가 형성된다; 한 가지는 (D)에서 볼 수 있다. 만약 처음 발사가 보이는 것처럼 지구의 표면 위쪽으로 향한다면 거기에는 또한 더 느린 속도로 주전원의 궤도가 있을 것이다; 궤도의 절반 지점을 넘어서거나 직접적으로 발사지점의 반대의 지점에서 지구의 가까이에 이를 것이다.
발사 높이와 행성의 질량에 의존 탈출 속도라고 불리는 특정 속도에서 (E)와 같은 열린 궤도는 포물선의 탄도라고 결론 내려진다. 심지어 더 빠른 속도에서 물체는 쌍곡선의 탄도 범위를 따를 것이다. 유용한 의미로, 이 탄도 유형들은 물체가 행성의 중력으로부터의 “풀려난 자유”이고 “우주로 벗어난다는 것”을 의미한다. 그러므로 질량을 가지는 두 움직이는 물체의 속도의 관계는 4가지 실제적인 분류, 즉 아류형들로 고려될 수 있다.
1. 무궤도
2. 궤도에 오르지 않은 탄도들
  - 간섭된 타원 경로의 범위
3. 궤도의 탄도들(혹은 간단히 “궤도”)
  - 발사 지점 반대쪽에 가까운 지점의 타원 경로의 범위
  - 원형의 경로
  - 발사지점과 가까운 지점의 타원 경로의 범위
4. 열린(혹은 탈출한) 탄도들
  - 포물선 경로
  - 쌍곡선 경로

## 뉴턴의 운동 법칙
상대론적인 효과가 무시될 수 있는 경우 뉴턴의 법칙은 운동을 정확하게 표현해준다. 각 물체의 가속도는 그것에 대한 중력의 합에다가 그것의 질량으로 나누어준 것과 동일하고 두 물체 사이의 중력은 그들 질량 값에 비례하고 그들 사이의 거리의 제곱의 역으로 감소한다. 상호적인 중력에 의하여 오직 영향을 받는 두 지점의 물체의 계 혹은 구형의 물체들(두 물체에 대한 문제)에 대한 뉴턴의 예측에 따르면, 궤도는 정확하게 계산될 수 있다. 만약 위성이나 행성 주위 궤도를 도는 작은 달, 혹은 태양 주위 궤도를 도는 지구의 경우에 더 무거운 물체가 더 작은 물체보다 훨씬 더 거대하다면 더 무거운 물체를 중심으로 하는 좌표계에서 움직임을 묘사하기에 정확하고 편리하고 우리들은 더 작은 물체가 더 무거운 물체 주변 궤도 내에 있다고 말할 수 있다. 두 물체의 질량이 비슷한 경우에는 정확한 뉴턴 해결책을 이용하는 것이 가능하다. 좌표계를 구 물체의 중심에 놓는 것에 의하여 비슷하지 않은 두 물체의 경우와 정량적으로 유사하게 해결할 수 있다.
에너지는 중력장에서 관련이 있다. 다른 것으로부터 멀리 떨어져있는 표준의 물체는 만약 아래로 당겨지게 되면 중력에 대한 위치에너지를 가지게 되므로 다른 일을 할 수 있다. 어떤 일이 거대한 두 물체를 중력의 당김에 대항하여 분리하는 것을 요구할 때 그들의 중력에 대한 위치에너지는 그들이 분리됨에 따라 증가될 것이고 그들이 서로 접근함에 따라 감소할 것이다. 물체들의 어떤 지점에서 중력의 에너지는 제한 없이 감소하여 그들은 0의 분리지점에 접근할 것이고 그들이 무한한 거리에 있을 때나 더 작은 제한된 거리에 대해 음의 값(0으로부터 감소할 때)에 있을 때 위치에너지는 0이 되는 것이 더 쉬울 것이다.
두 물체에 대하여 궤도는 원추곡선에 있다. 계의 전체 에너지(운동에너지+위치에너지)에 의존하여 궤도는 열리거나(그래서 물체는 결코 돌아갈 수 없다) 닫힐(돌아간다) 수 있다. 열린 궤도의 경우에, 궤도의 어떤 위치에서의 속도는 적어도 특정 위치에 대한 탈출 속도이고 닫힌 궤도의 경우에는 항상 더 작다. 운동에너지가 결코 음의 값이 아니기 때문에 공통의 관습으로 무한한 분리 지점에서 위치 에너지가 0이 된다는 것을 채택한다면 경계 궤도는 음의 전체 에너지를 가지고 포물선의 탄도는 0의 전체에너지를 가지고 쌍곡선의 궤도는 양의 전체에너지를 가진다.
열린 궤도는 쌍곡선(속도가 탈출 속도보다 더 클 때) 혹은 포물선(속도가 정확하게 탈출 속도일 때)의 형태를 가진다. 그 물체들은 한동안 서로에게 접근하고 그들이 가깝게 접근했을 때 서로의 주변에서 꺾이고 그때 영원히 분리된다. 이것은 그들이 태양계의 밖에 있다면 몇몇 혜성의 경우가 될 것이다.
닫힌 궤도는 타원의 형태를 갖는다. 궤도를 도는 물체가 중심으로부터 항상 같은 거리에 있는 특별한 경우에, 그것은 또한 원의 형태이다. 그렇지 않으면, 궤도를 도는 물체가 지구에 가깝게 있는 지점은 근지점이고 궤도가 지구가 아닌 다른 물체 주변일 때는 근점이라 부른다(덜 적절하게 "perifocus" 혹은 "pericentron"). 위성이 지구로부터 가장 멀리 떨어져 있는 지점은 원지점, 궤도 최원점, 혹은 때때로 apifocus 혹은 apocentron이라 불린다. 근점에서부터 원지점으로 내려가는 선은 타원장축이다. 이것은 타원의 주축이고 그것의 가장 긴 부분의 선이다.
닫힌 궤도 내에서 궤도를 도는 물체는 일정 주기의 시간 후에 그들의 경로를 반복한다. 이 움직임은 수학적으로 뉴턴의 법칙으로부터 유도될 수 있는 케플러의 경험에 의거한 법칙에 의하여 묘사된다. 이것들은 다음과 같이 표현할 수 있다.
1. 태양 주위 행성의 궤도는 타원의 중심 지점 중에 하나 내에 있는 태양과 함께한 타원이다. 그러므로 궤도는 평면에 놓여있고 이것은 궤도 평면이라 불린다. 이끌린 물체에 가까운 궤도 위의 지점은 근점이다. 이끌린 물체로부터 가장 멀리 떨어진 지점은 궤도 최원점이라고 부른다. 또한 특정한 물체 주변의 궤도에 대한 특별한 용어가 있다; 태양 주변의 궤도를 도는 것은 근일점과 원일점을 가지고 지구 주변의 궤도를 도는 것은 근지점과 원지점을 가진다. 그리고 달 주변 궤도를 도는 것은 근월점과 원월점을 가진다(또는 아주 유사하게 periselene과 aposelene이라고도 한다). 태양이 아닌 어떤 항성 주변의 궤도는 근성점과 원성점을 가진다.
2. 행성은 고정된 시간동안 그것의 궤도 주변을 이동할 때, 태양에서부터 행성까지의 선은 시간의 기간 동안 행성이 지나간 궤도의 부분에 상관없이 행성 평면의 일정 면적을 지난다. 이것은 행성은 그것의 원일점에 가까이 있을 때 보다는 근일점 가까이에서 빠르게 움직인다는 것을 의미한다. 왜냐하면 더 작은 거리 안에서 그것은 같은 면적을 커버하기 위해 더 큰 호를 도는 것이 필요하다. 이 법칙은 “동일한 시간동안 동일한 면적”과 같이 흔히 진술된다.
3. 주어진 궤도에 대하여 그것의 주기의 제곱에 대한 반장축의 세제곱에 대한 비는 일정하다.

점질량 주변의 경계 궤도 혹은 이상적인 뉴턴의 중력장에 있는 구형의 물체는 모두 타원형에 가까워서 이것들은 정확하고 무한히 같은 경로는 반복하게 되고 구형이 아니거나 뉴턴의 효과와 다른 경우(예를 들어 약간의 지구 편평도에 의해 혹은 상대적인 효과에 의해, 거리와 함께 중력장의 영향이 변화되는 것을 일으키게 될 때)에는 뉴턴의 두 가지 물체의 움직임이 타원의 특징으로부터 더 크거나 더 적은 정도로 떨어져 있게 하는 궤도의 형태를 만들 것이다. 두 물체에 대한 해결책은 1687년에 프린시피아에서 뉴턴에 의하여 알려지게 되었다. 1912년, Karl Fritiof Sundman은 세 물체에 대한 문제를 해결하는 수렴하는 무한한 것들을 발전시켰다. 그러나 그것은 너무나 느리게 수렴하여 유용하지 않다. 칭동점과 같은 특별한 경우를 제외하고는 4개 이상의 물체에 대한 계에 대해서는 움직임의 식을 해결하는 방법은 알려져 있지 않다.
대신에, 많은 물체들에 대한 궤도는 꽤나 높은 정확도로 측정될 수 있다.
이 측정들은 두 가지 형태를 취한다.
한 가지 형태는 기본적으로 순수하게 타원형의 움직임을 취하고 다양한 물체들의 중력의 영향에 대하여 설명하기 위해 섭동항을 추가한다. 이것은 천문학적인 물체들의 위치를 계산하기에 유용하다. 달, 행성, 그리고 다른 물체들의 움직임에 대한 식은 큰 정확성을 가지는 것으로 알려져 있고, 천문 항법에 대한 표를 일반화하는데 사용된다. 여전히 거기에는 뉴턴 이후의 방법들에 의하여 다루어져온 기이한 현상들이 있다.
다른 식의 형태는 과학적으로 혹은 우주비행을 계획하는 목적으로 사용된다. 뉴턴의 법칙에 따르면 모든 힘들의 합계는 그것의 질량에 가속도를 곱하는 것(F = ma)과 동등할 것이다. 그러므로 가속도는 위치에 대하여 표현될 수 있다. 섭동항은 이 형태로 묘사하기에 훨씬 쉽다. 그 다음의 위치와 처음으로부터의 속도를 예측하는 것은 처음의 문제 값을 해결하는 것과 일치한다. 수적인 방법은 미래의 짧은 시간동안 물체의 위치와 속도를 계산하고 그때 이것은 반복 된다. 그러나 컴퓨터 수학의 제한된 정확성으로부터의 작은 수학적 오차는 이 접근의 정확성이 제한될 때 누적된다.
많은 물체에 대한 다른 모의 상황은 물체의 중심 사이의 단계적인 두 배의 형태 내에서 계산을 수행한다. 이 계획을 사용하여 은하, 성단 그리고 다른 큰 물체들을 모의실험 해왔다.

## 궤도움직임에 대한 분석
이 부분은 행성 궤도에 대한 케플러의 법칙(움직임에 대한 뉴턴의 법칙과 뉴턴의 중력 법칙으로부터 유도)으로 통합되었음을 알린다. (케플러 궤도, 궤도 방정식, 그리고 케플러의 제1법칙을 또한 보도록 하자.) 다음은 궤도 역학에 대한 고전적인(뉴턴의) 분석으로 이것은 일반적인 상대성에 대한 약간 미미한 효과(frame dragging과 중력에 대한 시간의 확장)는 무시했음을 유의해라. 상대적인 효과는 매우 거대한 물체(태양에 대한 수성 궤도의 세차운동과 같은)와 가까울 때나 극단적인 정확성이 필요할 때(GPS 위성에 대한 궤도의 요소와 시간 신호에 대한 계산)에는 무시해서는 안 된다.

## 궤도 평면
지금까지 2차원에서의 분석을 보아왔다; 그것은 정상적인 타원을 벗어나지 않는 궤도는 우주의 고정된 평면안에 있는 2차원이라는 것을 증명하고 그러므로 3차원으로 확장하는 것은 간단히 2차원 평면을 평면적인 물체의 극에 상대적으로 요구되는 각으로 회전시켜보는 것이 필요하다.

## 궤도 주기
궤도 주기는 간단히 말해서 궤도를 도는 물체가 하나의 궤도를 완성하기 위해 걸리는 시간이다.

## 궤도 구체화하기
한 물체에 대한 궤도를 특정짓기 위해서는 최소 6개의 수가 요구되고 이것은 몇몇 방법으로 할 수 있다. 예를 들어 위치를 구체화시키는 3개의 수와 물체의 속도를 구체화하는 3개의 수를 통해 앞으로 계산될 수 있는 고유의 궤도가 주어진다. 그러나 전통적으로 사용되는 매개변수는 약간 다르다.
전통적으로 사용되는 궤도 요소의 세트는 Johannes Kepler와 그의 케플러의 법칙이 밝혀진 후에 케플러 요소의 세트라고 불린다. 케플러의 요소는 6가지로 다음과 같다:
- 기울기(ί)
- 승교점의 경도(Ω)
- 근점의 Argument(ω)
- 이심률(ℯ)
- 반장축(α)
- 시대에 따른 변칙 평균(Mo)

물체에 대해 알려져 있는 궤도 요소들은 원칙적으로 그것의 위치는 시간에 따라 무한히 앞뒤로 계산된다. 그러나 실제적으로 궤도는 중심 물체와 시간에 따른 궤도 요소들의 변화 때문에 중력이 아닌 다른 힘에 대하여 영향을 받는다.

## 궤도의 작은 변화
궤도의 작은 변화는 주요 중력을 받는 물체의 전체적인 힘 혹은 평균 힘보다 훨씬 더 작고 두 궤도를 도는 물체에 대한 외부의 힘이 가속도를 유발할 때 일어난다. 이것은 시간에 따라 궤도의 매개변수를 변화시킨다.

## 방사상, 순행 그리고 횡적인 섭동
궤도 내에서 물체에 주어지는 작은 방사상의 충격량은 이심률을 변화시키지만 궤도주기는 변화시키지 못한다. 순행 혹은 역행의 충격(즉, 궤도 움직임에 적용되는 충격)은 이심률과 궤도 주기 둘 다 변화시킨다. 특히, 근점에 주어지는 순행의 충격은 궤도 최원점에서 고도를 높이고, 반면 역행의 충격은 반대가 된다. 횡적인 충격(궤도 평면의 밖에서)은 궤도나 이심률을 변화시키는 것 없이 궤도의 평면을 회전시킨다. 모든 예에서 닫힌 궤도는 여전히 섭동점을 가로지른다.

## 궤도의 쇠퇴
만약 궤도가 충분한 대기가 존재하는 평면적인 물체에 대한 것이라면 그것의 궤도는 느릿하게 지나가기 때문에 쇠퇴할 수 있다. 특히 각각의 근점에서 물체는 에너지가 손실되는 대기권의 끌림을 경험한다. 각 시간마다 궤도는 더 작은 이심률(더욱 원형)이 된다. 왜냐하면 물체는 에너지가 그것의 최대치에 있을 때 정확하게 운동 에너지를 잃어버리기 때문이다. 이것은 추가 가장 낮은 점에서는 추를 감속시키는 효과와 유사하다; 추가 좌우로 흔들리는 것의 가장 높은 지점은 더 낮아지게 된다. 궤도의 경호가 각각의 연속적인 감속과 동시에 궤도의 경로는 더욱 대기에 의해 영향을 받고 그 효과는 더욱 뚜렷해진다. 심지어 그 효과는 더 커져서 최대 운동 에너지는 대기의 끌림 효과의 제한에 의해 궤도로 돌아가기에 충분하지 않다. 이런 일이 발생할 때, 물체가 급속하게 회전하며 떨어지고 중심 물체를 가로지를 것이다. 대기의 경계는 크게 변화한다. 태양의 최대치 동안에, 지구의 대기는 태양이 최소치에 있는 동안보다 수백 킬로미터 더 높이까지 끌고 가는 것을 일으킨다. 또한 오랜 전도성의 한계를 가지는 몇몇 위성은 지구의 자기장으로부터 전자기적인 끌림 때문에 쇠퇴할 수 있다. 기본적으로 전선은 자장을 차단하고 발전기로서 행동한다. 전선은 전자를 한쪽 끝에 있는 거의 진공 가까운 곳으로부터 다른 한쪽 끝에 있는 진공 가까운 곳으로 이동시킨다. 궤도의 에너지는 전선 내에서 열로 전환된다.
궤도는 인공적으로 물체의 경로 내에 있는 몇몇 지점에서 물체의 운동에너지로 전환되는 로켓 모터의 사용을 통해서 영향을 받는다. 이것은 화학 에너지 혹은 전기에너지를 운동에너지로의 전환이다. 이 방법으로 궤도의 형태 혹은 배향의 변화가 촉진될 수 있다. 궤도에 인위적으로 영향을 미치는 또 다른 방법은 태양의 항해 혹은 자장의 항해의 사용을 통해서이다. 추진의 이 형태들은 추진체나 태양에너지 외에 다른 에너지를 필요로 하지 않으므로 이것은 무한히 사용될 수 있다. 한 가지 제안된 사용법으로의 statite를 보자. 또한, 궤도의 쇠퇴는 그들이 선회하는 물체에 대한 동기 궤도 하에서 물체에 대한 tidal force때문에 발생할 수 있다. 궤도를 도는 물체의 중력은 우선적으로 tidal bulge를 일으키고 동기 궤도 하에서 궤도를 도는 물체가 물체의 표면보다 더 빨리 움직일 때 그 bulge는 그것의 뒤에 짧은 각으로 뒤떨어진다. bulge의 중력은 약하게 제1의 위성 축에 대하여 떨어져 있고 그리하여 위성의 움직임들 사이에 구성요소를 가진다. 가까운 bulge는 물체의 속도를 먼 bulge가 그것의 속도를 높이는 것보다 더 느리게 하여 결국 궤도의 쇠퇴를 일으킨다. 반대로 말하면, bulge 위에서 위성의 중력은 우선적으로 회전력을 적용하고 그것의 회선 속도를 증가시킨다. 인위적인 위성은 너무나 작아서 그들이 궤도를 도는 행성에 대하여 분명한 조수의 효과를 가질 수 없지만 몇몇 태양계에 속하는 달들은 이 메커니즘에 의하여 궤도의 쇠퇴를 경험한다. 화성의 가장 안쪽의 달인 Phobos는 적절한 예이고 화성의 표면에 충격을 주거나 5000만년 내에 고리로 깨어질 것이 기대된다.
최종적으로 궤도는 중력의 파장을 방출하는 것을 통하여 쇠퇴할 수 있다. 이 메커니즘은 극단적으로 대부분의 항성상 천체에 대하여서는 약하고 블랙홀이나 서로 가깝게 궤도를 돌고 있는 중성자성과 같이 오직 극단적인 질량과 가속도가 결합된 경우에만 충분히 적용된다.

## 편평도
궤도를 도는 물체의 표준 분석은 모든 물체는 특정한 구 혹은 더욱 일반적으로 각각 특정한 밀도의 동심원 껍데기로 구성된다고 가정한다. 그러한 물체는 점광원과 중력으로 동등하다. 그러나 현실세계에서는 많은 물체들은 회전을 하고 이것은 편평도를 도입하고 중력장을 비틀어놓고 사극자 능률을 물체의 반지름과 비교할 수 있을 만큼의 충분한 거리에 있는 중력장에 주게 된다.
이것의 일반적인 효과는 시간에 따른 궤도의 매개변수를 변화시키는 것이다; 대부분 이것은 근지점에서의 고도뿐만 아니라 적도에 대한 궤도평면의 각에 의존하는 방법에서 중심 물체(그것은 근지점에 대한 논쟁을 유발한다)의 회전 극 주변에 궤도 평면의 회전을 일으킨다. 이것은 마디의 퇴보(nodal regression; 천체의 회전축 주변에서 궤도평면의 세차운동)라고 불린다.

## 중력에 이끌리는 다양한 물체
다른 중력에 이끌리는 물체의 효과는 매우 클 수 있다. 예를 들어 달의 궤도는 지구의 중력뿐만 아니라 태양의 중력의 행동을 감안하는 것 없이는 어떤 방식으로도 정확하게 묘사될 수 없다. 일반적으로 두개 이상의 중력에 이끌리는 물체가 있을 때를 n-물체 문제라고 한다. 대부분의 n-물체 문제는 몇몇 특별한 경우를 빼고는 해결할 수 있는 형태가 없다.

## 광선과 항성풍
특정적으로 더 작은 물체에 대하여 빛과 항성풍은 물체의 움직임의 형태와 방향에 대하여 작은 변화를 유발하기에 충분하며 시간이 흐름에 따라 더욱 변화를 일으키기에 충분해질 수 있다. 행성에 관하여, 소행성의 움직임은 소행성이 태양에 비례하여 회전할 때 특히 더 큰 주기로 영향을 받는다.

## 천체 동역학
궤도 역학 혹은 천체 동역학은 로켓의 움직임과 다른 우주선의 움직임에 관한 실제적인 문제에 대한 우주탄도학과 천체 역학의 응용이다. 이 물체들의 움직임은 흔히 뉴턴의 운동의 법칙과 뉴턴의 만유인력의 법칙으로부터 계산된다. 이것은 우주 비행임무를 설계하고 통제하기 위한 핵심적인 학과목이다. 천체 역학은 중력의 영향 하에 있는 항성계, 행성, 달, 그리고 혜성과 같은 자연 천체와 우주선을 포함하는 계의 궤도 역학을 더욱 넓게 다루어진다. 궤도 역학은 궤도 조정과 궤도평면변화, 그리고 행성간의 전이를 포함하는 우주선 탄도에 초점을 맞추고 추진력이 있는 조작의 결과를 임무 계획자들이 예측하는데 사용된다. 일반상대론은 궤도를 계산하는데 뉴턴의 법칙보다 더 정확한 이론이고 때대로 더 큰 정확성이 필요할 때나 더 큰 중력 하(태양에 가까운 궤도와 같이)에 있을 때 요구된다.

## 중력 하에서의 비례 축소(Scaling)
중력 상수 G는 다음에 있는 것으로 측정된다(3개가 가장 흔한 단위이다).
- (6.6742 ± 0.001) × 10−11 N·m2/kg2
- (6.6742 ± 0.001) × 10−11 m3/(kg·s2)
- (6.6742 ± 0.001) × 10−11 (kg/m3)−1s−2.

그러므로 상수는 밀도-1시간-2의 크기를 갖는다. 이것은 다음의 속성과 일치한다. 거리의 비례축소(밀도를 갖게 유지하는 반면 물체의 크기를 포함하는)는 시간을 비례축소하는 것 없이 비슷한 궤도를 준다: 만약 예를 들어 거리가 반이 된다면, 질량은 1/8이 되고, 중력은 1/16이 되고, 그리고 중력 가속도는 1/2가 된다. 그러므로 속도는 1/2이되고 궤도 주기는 같게 유지된다. 비슷하게 궤도는 타워로부터 떨어지게 되었을 때, 그것이 땅에 떨어지는 시간은 타워 크기의 모델을 지구 크기에서의 모델과 같게 유지한다. 질량을 같게 유지하는 동안(점 질량의 경우나 혹은 밀도가 줄어드는 것에 의해) 거리의 비례 축소는 비슷한 궤도를 준다; 거리가 4배라면 중력과 중력 가속도는 1/16이고 속도는 반이되고 궤도 주기는 8배가 된다. 만약 거리가 4배가 된다면 중력과 중력 가속도는 1/16이 되고 속도는 1/2이 되고 궤도 주기는 8배가 된다. 모든 질량이 4배가 될 때, 궤도는 같다; 중력은 16배가 되고 중력 가속도는 4배가 되고 속도는 2 배가 되고 궤도 주기는 1/2이 된다. 모든 밀도가 4배가 될 때, 그리고 모든 크기가 1/2가 될 때 궤도는 비슷하다; 질량은 1/2이 되고 중력은 같게 유지되고 중력 가속도는 2배가 된다. 그러므로 속도는 같고 궤도 주기는 1/2이 된다. 비례 축소를 하는 이 모든 경우에 만약 밀도가 4배가 되면 시간은 1/2이 된다. 만약 속도가 2배가 되면 중력은 16배가 된다.
이 원리는 공식(궤도 주기에 대한 공식으로부터 유도된다)으로 설명된다.
이것은 타원궤도에 대한 반장축 a와 구형의 물체 주변의 작은 물체에 대한 반지름 r, 그리고 평균밀도 σ, T는 궤도 주기로 구성된다. 케플러의 제3법칙도 함께 보자.

## 같이 보기
- 케플러의 행성운동법칙
- 극궤도

## 참고 문헌
- Abell; Morrison & Wolff (1987). 《Exploration of the Universe》 fif판. Saunders College Publishing.
- Linton, Christopher (2004). From Eudoxus to Einstein. Cambridge: University Press. ISBN 0-521-82750-7
- Swetz, Frank; et al. (1997). Learn from the Masters!. Mathematical Association of America. ISBN 0-88385-703-0
- Andrea Milani and Giovanni F. Gronchi. Theory of Orbit Determination (Cambridge University Press; 378 pages; 2010). Discusses new algorithms for determining the orbits of both natural and artificial celestial bodies.
- YAN Kun(2005). The general expression of Binet equation about celestial bodies motion orbits(Approximate solutions of Binet equation for celestial bodies motion orbits in the weak and strong gravitational field), DOI:10.3969/j.issn.1004-2903.2005.02.052.